# Hashem Dezhbakhsh
Hashem Dezhbakhsh är en amerikansk professor i ekonomi, verksam vid Emory University i Atlanta. Han disputerade vid Ohio State University; hans forskningsintressen återfinns bland annat inom tillämpad mikroekonomi, tillämpad ekonometrik, ekonomiska incitament i relation till kriminalitet. 